# Remedial Chaos Theory
Remedial Chaos Theory (en français : « Théorie du chaos intégral ») est le quatrième épisode de la troisième saison de la série télévisée américaine Community. L'épisode est écrit par Chris McKenna et réalisé par Jeff Melman. Il est diffusé pour la première fois le 13 octobre 2011 sur NBC.
L'histoire suit un groupe d'étude d'un collège communautaire lors d'une pendaison de crémaillère pour la colocation de Troy (Donald Glover) et Abed (Danny Pudi). Lorsque Jeff (Joel McHale) lance un dé pour déterminer qui ira chercher la livraison de pizza, sept chronologies différentes se déroulent, montrant chaque membre du groupe partant la récupérer en fonction du résultat du dé, y compris la chronologie canonique, dans laquelle Abed attrape le dé avant qu'il n'atterrisse. L'épisode était destiné à être le troisième épisode de la saison, mais a été retardé d'une semaine en raison de délais supplémentaires de tournage et de montage. En conséquence, Competitive Ecology (en), qui devait être quatrième, a été diffusé en troisième position.
Remedial Chaos Theory est un épisode conceptuel, explorant les différentes façons dont le groupe est affecté par l'absence de l'un de ses membres et chaque chronologie dévoilant une variation des événements. "The Darkest Timeline" (la "chronologie la plus sombre") s'ensuit lorsque Troy part, provoquant le décès de Pierce et l'éclatement d'un incendie. D'autres épisodes suivent ensuite les ramifications de cette chronologie alternative.
L'épisode est acclamé par la critique, salué à la fois par les fans et les critiques comme l'un des meilleurs de la série. Il est par ailleurs cité parmi les meilleurs épisodes de série télévisée de 2011 et des années 2010 en général. Chris McKenna, le scénariste, remporte un prix PAAFTJ et une nomination aux Emmy Awards pour son travail sur l'épisode. Remedial Chaos Theory a également reçu une nomination au prix Hugo.

## Déroulement

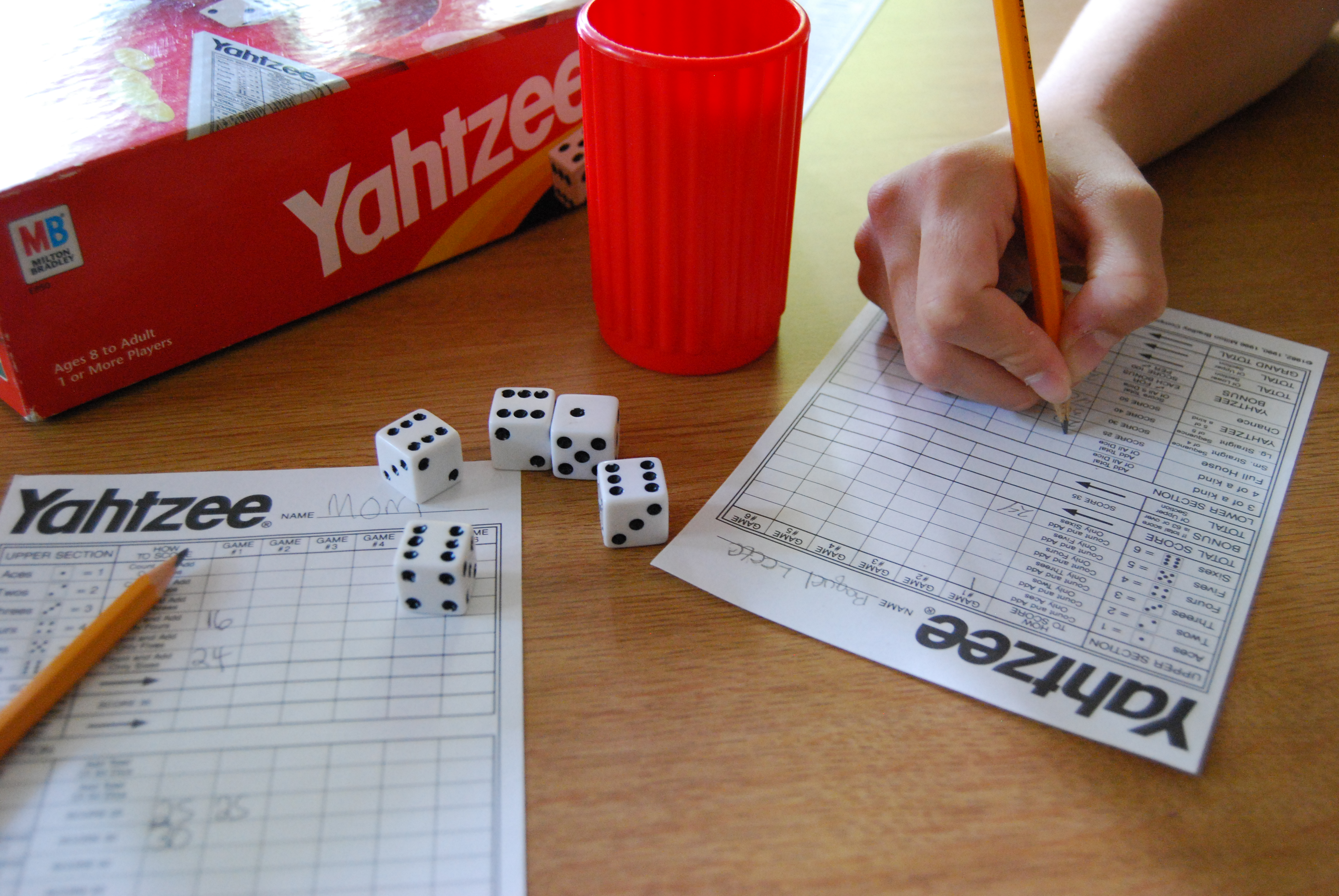
Yahtzee, le jeu de dés auquel le groupe commence à jouer.

Troy et Abed invitent leur groupe d'étude de collège communautaire à une pendaison de crémaillère. Après qu'Abed ait présenté son diorama inspiré des Les Aventuriers de l'arche perdue, le groupe commence à jouer au Yahtzee. Lorsque leur livraison de pizza arrive, Jeff lance un dé pour déterminer de façon aléatoire quel membre du groupe ira chercher les pizzas, en comptant à partir de sa gauche. Abed affirme que Jeff crée ainsi six « chronologies » (en anglais : timelines) différentes.
La première chronologie montrée est celle où Annie part chercher la pizza. Après que Pierce ait prétendu avoir eu des relations sexuelles avec Eartha Kitt, Britta est empêchée de chanter Roxanne (1978), de The Police, par Jeff. Troy trouve ensuite par hasard une arme à feu dans le sac à mains d'Annie et Pierce essaie d'offrir un cadeau, dont le contenu est encore inconnu, à Troy. Jeff se fait mal à la tête à cause du ventilateur de plafond et Annie revient en traitant le livreur de pizza de sale type.
La scène redémarre ensuite à de multiples reprises au moment du jet de dé, avec une personne différente descendant chercher les pizzas. De ces scènes, il apparaît notamment que le groupe estime que Shirley étouffe les autres membres avec ses pâtisseries et que le cadeau de Pierce est un troll norvégien, destiner à effrayer Troy pour le punir d'avoir déménagé de chez lui. D'autres scènes récurrentes incluent Abed attrapant le rocher du diorama qui roule, Britta fumant du cannabis dans les toilettes et Annie inspectant la blessure à la tête de Jeff.
Lorsque Shirley part récupérer la pizza, le groupe laisse ses tartes brûler par négligence, ce qui la pousse à quitter la soirée. Lorsque c'est au tour de Pierce de partir, Troy raconte à Britta que Jeff le fait se sentir immature. Quand Britta part, Pierce tourmente Troy avec le troll tandis que Britta revient fiancée au livreur de pizza.
Finalement, la "chronologie la plus sombre" (en anglais : The Darkest Timeline) survient lorsque Troy part. Annie trébuche sur le rocher du diorama, renversant une table. Son arme se décharge et tire sur Pierce dans la jambe. Britta laisse tomber un joint, allumant un feu. Troy revient et trouve le troll qui le regarde au milieu du chaos. Quand Abed part, Shirley apprend que Britta a fumé de la marijuana, Troy devient furieux contre Pierce, et Jeff et Annie s'embrassent, puis se battent ; tout le monde sauf Abed est mécontent.
Dans la septième et ultime chronologie, Abed attrape le dé avant qu'il ne retombe sur la table et expose le plan de Jeff : il y a sept personnes et le dé est à six faces, donc le lanceur s'assure avec son plan de ne jamais avoir à récupérer la pizza. En conséquence, le groupe décide de désigner Jeff ; une fois parti, il ne peut empêcher Britta de chanter et, lorsqu'il revient, le groupe danse collectivement sur Roxanne. Dans cette chronologie, qui devient celle canonique pour la suite de la série, Abed suggère à Annie d'emménager avec Troy et lui dans l'appartement.
La scène de fin montre la chronologie la plus sombre : après la mort de Pierce, des suites de sa blessure par balle, Shirley est devenue alcoolique et Annie a été envoyée dans un hôpital psychiatrique. Dans l'incendie, Jeff a perdu un bras et Troy son larynx en essayant de manger le troll. Abed fabrique des barbiches en feutre pour les membres restants du groupe, suggérant qu'ils deviennent maléfiques et tentent de voyager vers la chronologie principale afin de se venger.

## Distribution
- Joel McHale (VFB : Philippe Allard) : Jeff Winger
- Gillian Jacobs (VFB : Marcha Van Boven) : Britta Perry
- Danny Pudi (VFB : Emmanuel Dekoninck) : Abed Nadir
- Yvette Nicole Brown (VFB : Nathalie Hons) : Shirley Bennett
- Alison Brie (VFB : Laetitia Liénart) : Annie Edison
- Donald Glover (VFB : Olivier Prémel) : Troy Barnes
- Chevy Chase (VFB : Daniel Nicodème) : Pierce Hawthorne

## Production

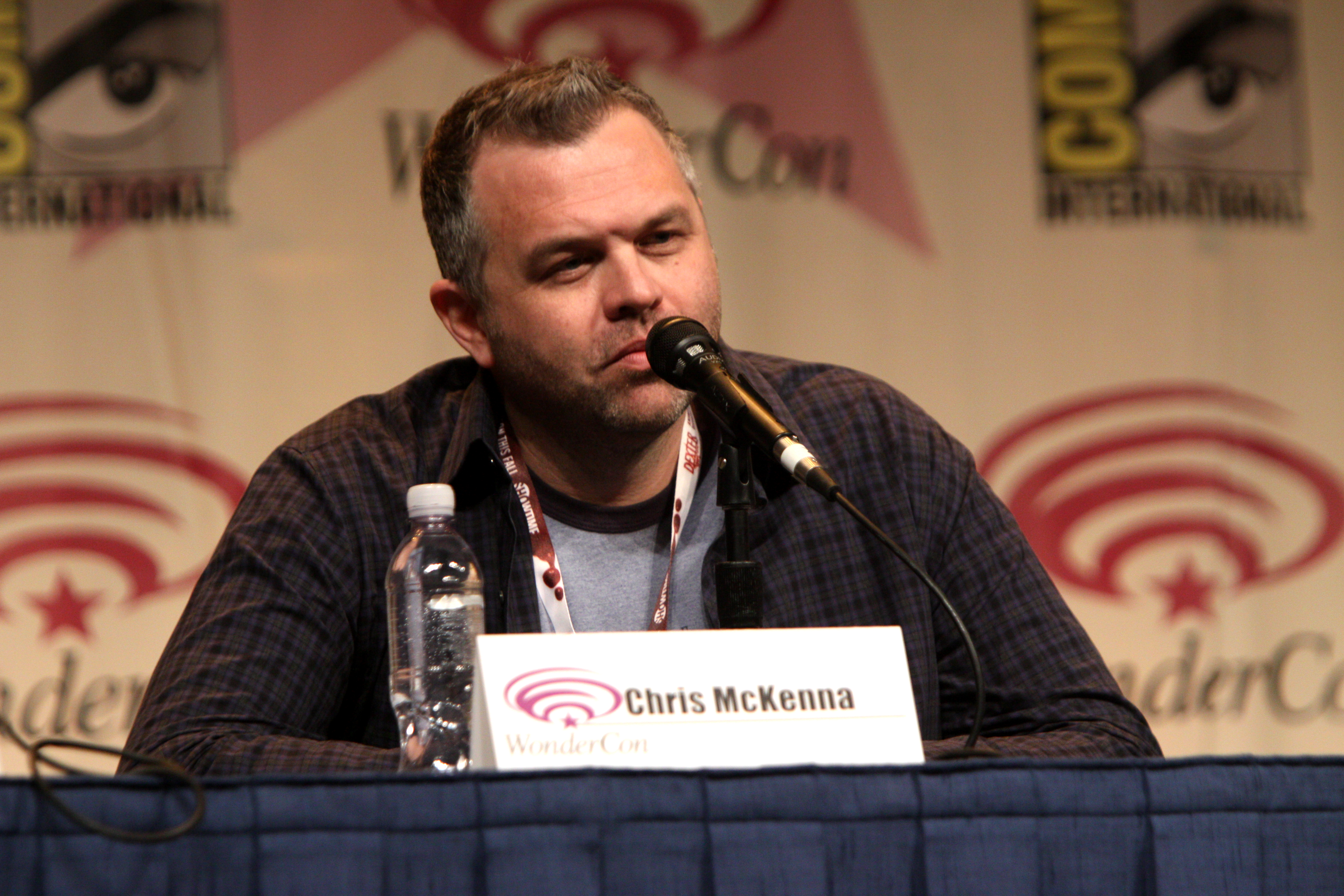
Cet épisode est le sixième crédit d'écriture de Chris McKenna pour Community.

Remedial Chaos Theory est diffusé comme quatrième épisode de la troisième saison sur NBC le 13 octobre 2011, à 20h. Il a été écrit par Chris McKenna, son sixième crédit d'écriture de la série. Les scénaristes ont utilisé des diagrammes annotés, dits « cercles d'histoires » (en anglais story circle), une des méthodes d'écriture du créateur de la série Dan Harmon. Dans ceux-ci, pour chaque personnage par chronologie, se trouvent ses actions et ses objectifs dans cette chronologie. Dan Harmon a ensuite publié certains de ces cercles sur Tumblr,. L'épisode a été réalisé par Jeff Melman.
L'épisode était initialement destiné à être diffusé en tant que troisième épisode de la saison, mais il est retardé d'une semaine afin de terminer le montage et les effets visuels, entre autres,. Le créateur de la série, Dan Harmon, rapporte que c'était sa décision et que la chaîne NBC a acceptée. Toutefois, un certain nombre de gags de cet épisode sont cités dans l'épisode Competitive Ecology, qui a donc été diffusé avant Remedial Chaos Theory. Par exemple, dans Competitive Ecology, Pierce mentionne son histoire d'Eartha Kitt et Shirley fait référence à la consommation de marijuana de Britta. Une autre conséquence de la réorganisation est que deux épisodes consécutifs, Geography of Global Conflict (en) (#2) et Competitive Ecology (en) (#3), se retrouvent à avoir des intrigues B similaires impliquant Chang (Ken Jeong) dans son rôle d'agent de sécurité. De plus, la réorganisation implique que l'épisode suivant Remedial Chaos Theory (#4), Horror Fiction in Seven Spooky Steps (en) (#5), devient le deuxième épisode consécutif à présenter sept histoires différentes,. Cette modification d'ordre ayant eu une grande conséquence dans le rythme de la saison, les premières lignes de Remedial Chaos Theory y font référence sous forme d'inside joke : Britta et Annie se disputent pour savoir si le numéro de l'appartement est le 303 ou le 304, soit les deux numéros d'épisode qu'a successivement eu Remedial Chaos Theory ,.
Avant que Dan Harmon n'annonce que les épisodes avaient été réorganisés, certains fans et critiques remarquent des incohérences entre Competitive Ecology et Remedial Chaos Theory, spéculant que la chronologie finale montrée dans cet épisode n'était pas celle qui serait suivie dans les prochains épisodes,. Dan Harmon confirme toutefois que la chronologie canonique à partir de laquelle les autres épisodes continuent est la dernière montrée, où Abed empêche le dé d'atterrir, et affirme qu'aucune ambiguïté n'était désirée.

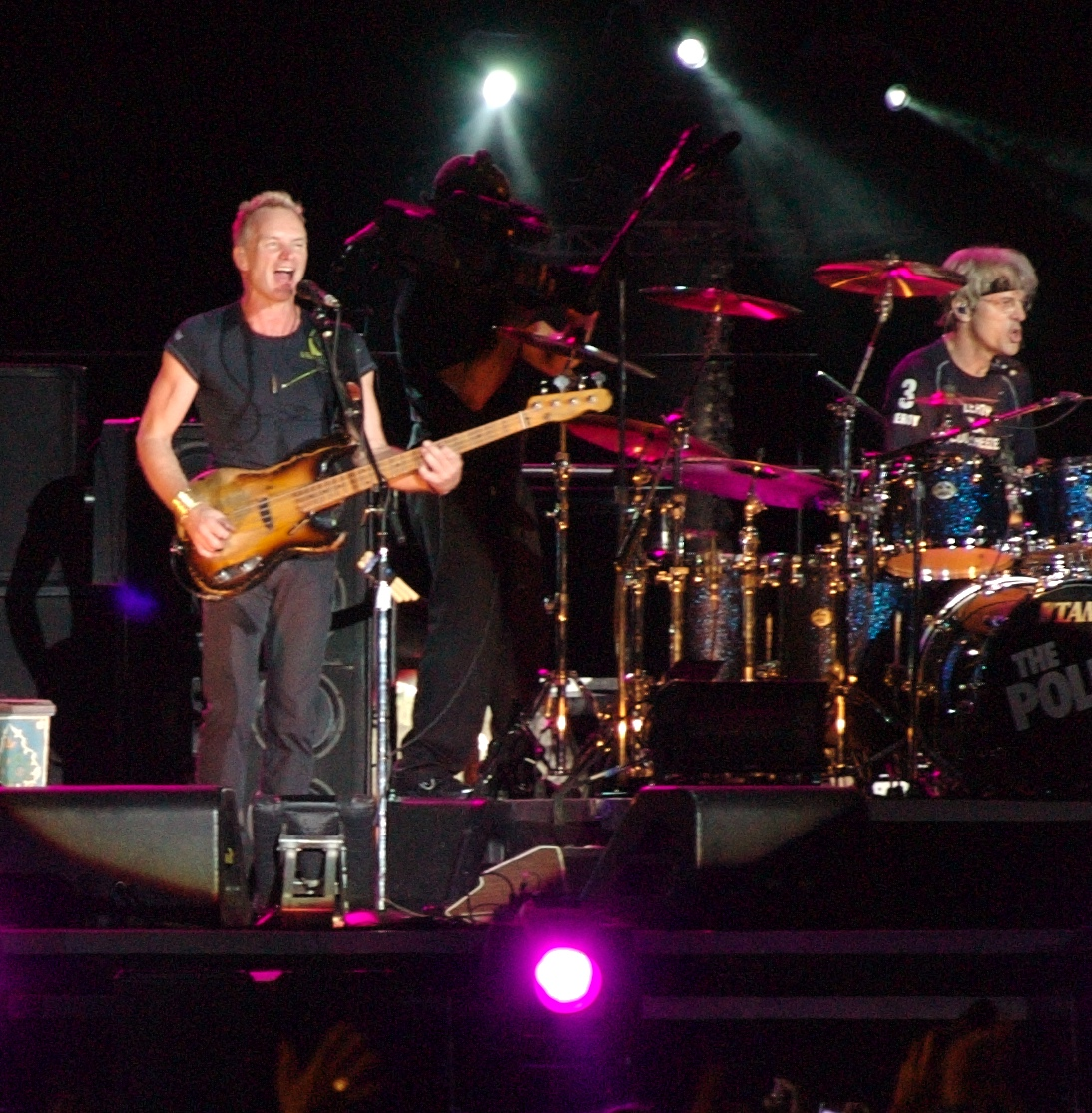
Selon Dan Harmon, les coûts de licence de Roxanne de The Police (ici en 2008) consomment une grande partie du budget musical de la saison.

La chanson Roxanne de The Police est jouée brièvement au début de chaque chronologie et pendant une période plus longue dans la dernière. Selon Dan Harmon sur le commentaire audio de l'épisode, les coûts de licence de cette chanson consomment à eux seuls une grande partie du budget musical pour toute la troisième saison, conduisant à l'utilisation fréquente de "Daybreak" de Michael Haggins et à des musiques de Ludwig Göransson pour les autres épisodes de la saison,. Cependant, Joel McHale déclare plus tard que Dan Harmon achetait souvent les droits musicaux lui-même si le studio refusait de le faire, et donne "Roxanne" comme exemple.

## Thèmes
"Remedial Chaos Theory" est un épisode conceptuel,. Certains critiques font notamment remarquer l'absence d'intrigue globale,, au profit d'intrigues se déroulent à travers les chronologies, comme le fait que Pierce est jaloux que Troy quitte son manoir pour vivre avec Abed.

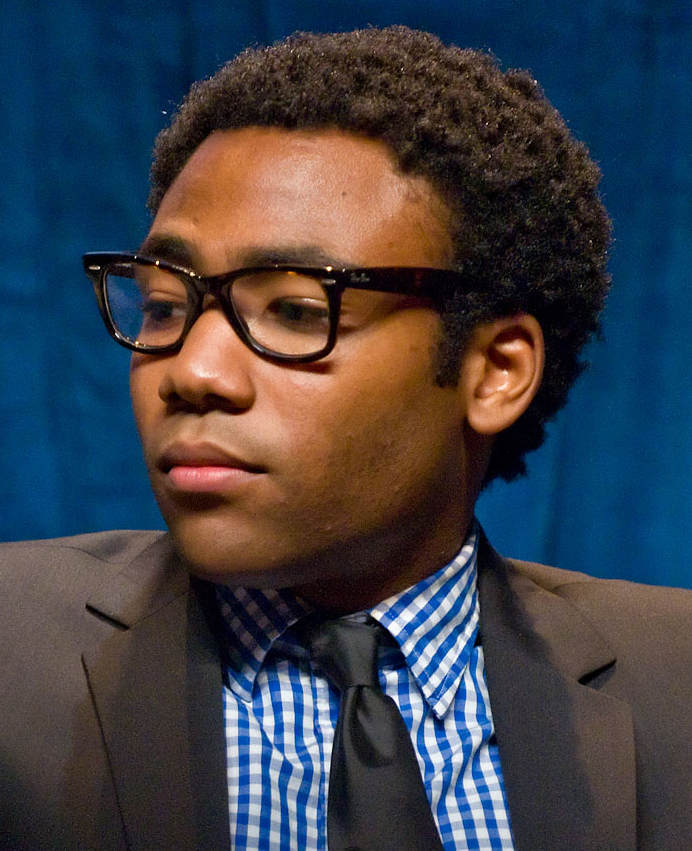
Lorsque Troy, joué par Donald Glover, part chercher les pizzas, une série de désastres s'ensuit. Ce scénario est ensuite appelé « la chronologie la plus sombre » par Abed dans le reste de la série.

Chaque chronologie montre comment l'absence d'un membre du groupe perturberait ou affecterait considérablement les autres,,. La « chronologie la plus sombre » survient lorsque Troy quitte le groupe pour aller chercher la pizza. Les observateurs déduisent que Troy est le pivot du groupe, celui sans qui l'ensemble sombre dans le chaos. Ainsi, Troy devrait être le leader du groupe plutôt que Jeff,,. Ils trouvent en Annie un rôle de gardienne, malgré ses difficultés à prendre soin d'elle-même, tandis que Shirley est une figure maternelle là où les autres personnages n'assument pas la responsabilité de leurs actes,.
Joshua Kurp de Vulture estime que sans Pierce, Jeff se sentait mal à l'aise d'être l'aîné. Par ailleurs, Troy essaie d'agir de manière mature avec Britta et veut que Jeff le considère comme un adulte, mais qu'il est immature lorsqu'il est avec Abed,. En ce qui concerne Abed, il est suggéré que son métahumour sur le groupe permet à tous d'affronter leus problèmes,. Bien que l'interruption constante de Jeff envers Britta alors qu'elle essaie de chanter semble au départ être une blague à son égard, c'est en réalité une blague aux dépens de Jeff car le reste du groupe se joint joyeusement à elle quand c'est lui qui va chercher la pizza. Selon certains critiques, le groupe se porterait d'ailleurs mieux sans Jeff,.
Similairement au film comique de 1993 Un jour sans fin, dans lequel un personnage est réveillé à plusieurs reprises par la même chanson pour indiquer que le même jour se reproduit encore et encore, Remedial Chaos Theory utilise la chanson Roxanne de The Police pour marquer le début d'une nouvelle chronologie. La chronologie la plus sombre est comparée à l'épisode de Star Trek Miroir, dans lequel les personnages combattent des versions maléfiques d'eux-mêmes.
Par ailleurs, l'arme d'Annie est un Smith & Wesson qui, selon David Mello de Screen Rant, ne se déchargerait toutefois pas de la manière montrée dans l'épisode. Aussi, le rhum serbe de Pierce porte une étiquette en cyrillique indiquant « rhum générique ». Certaines décorations de la chambre d'Abed, comme une affiche de Kickpuncher, ont déjà été montrées dans son logement universitaire lors de la première saison.
Les épisodes ultérieurs continuent à partir de points d'intrigue de Remedial Chaos Theory, notamment en ce qui concerne la « chronologie la plus sombre ». Cet épisode popularise par ailleurs l'expression dans la culture populaire. Abel maléfique réapparaît brièvement dans les épisodes de la saison trois Contemporary Impressionists (en) et Introduction to Finality (en). Le dernier épisode de la quatrième saison, Advanced Introduction to Finality (en), a un scénario construit autour des personnages maléfiques de la chronologie la plus sombre envahissant la chronologie canonique,,.

## Accueil

### Audience
Lors de sa diffusion originale le 13 octobre 2011 sur NBC, l'épisode est regardé par environ 3,82 millions de personnes, soit une augmentation de 13 % par rapport à la semaine précédente. Son indice Nielsen est de 1,7 dans la tranche d'âge des 18 à 49 ans. Après avoir pris en compte l'audience sur magnétoscope numérique sur sept jours, l'épisode reçoit finalement une note de 2,4 pour la tranche 18-49 ans.

### Critiques
Bien que l'accueil critique des trois premiers épisodes de la saison ait été généralement tiède,,, Remedial Chaos Theory reçoit de nombreux éloges et devient un des épisodes préférés des fans et des critiques.
Les critiques de l'époque incluent une note A dans The AV Club, une note de dix sur dix dans IGN et une note de 4,5 sur cinq étoiles dans TV Fanatic,,. Adam Quigley de SlashFilm estime qu'il s'agit du meilleur épisode du programme jusqu'à ce point. Les critiques saluent notamment la structure de l'épisode et le retour vers des épisodes à concept,. Kelsea Stahler de Hollywood.com salue le fait qu'après les trois premiers épisodes de la saison, la série ait revisité « une télévision expérimentale à haut concept mêlée à une comédie absurde ».
Les aspects de l'épisode particulièrement soulignés comprennent l'attention portée aux détails et la complexité des chronologies alternatives,,,. Emily St. James (en) de The AV Club salue l'épisode comme étant à la fois « naïf, émouvant et révélateur ». La fin de l'épisode et la scène de la chronologie la plus sombre sont accueillies positivement,. Ken Tucker d' Entertainment Weekly estime que chaque membre du casting joue particulièrement bien.
Alan Sepinwall de Hitfix salue l'épisode pour sa description détaillée de la relation entre chacun des personnages du groupe, ainsi que la qualité humoristique de l'épisode. Robert Canning dIGN conclut que l'épisode « raconte une belle histoire, il satirise un aspect spécifique de la culture pop et, par-dessus tout, il est très drôle ».
Les critiques ultérieures de l'épisode sont aussi positives. L'épisode est notamment très bien placé dans les listes des meilleurs épisodes de Community. Ainsi, dans le classement de Cory Barker pour TV.com des 110 épisodes de la série, Remedial Chaos Theory est en première place du classement général, avec la description « intelligent, narrativement inventif, et constamment drôle ».
L'épisode apparaît également dans certaines listes de critiques des meilleurs épisodes télévisés de l'année ou de la décennie. James Poniewozik (en), de Time, l'inclus par exemple dans une liste des dix meilleurs épisodes de séries télévisées en 2011. Adam Chitwood constate que l'épisode se démarque parmi les autres épisodes de Community de la saison, classant toutefois la saison entière comme la quatrième meilleure de tous les programmes télévisés de 2011. Sadaf Ahsan du National Post classe l'épisode comme le dixième meilleur des années 2010. Melanie McFarland, de Salon, le considère comme le meilleur épisode de série téléviée en 2011, le louant pour sa « fusion de manière extraordinaire de la théorie scientifique, la science-fiction et la réalité ». Gwynne Watkins de Parade qualifie l'épisode de « rapide et très drôle », dans une liste des 20 meilleurs épisodes télévisés des années 2010. The Ringer le classé parmi les 100 meilleurs épisodes télévisés depuis 2000, le qualifiant de moment où la série est passée d'une « sitcom décalée de milieu de gamme » à un « art expérimental ».

### Prix et nominations
En 2012, l'épisode est nommé pour trois prix et en remporte un, le PAAFTJ Television Award du meilleur scénario pour une série télévisée comique.
| Année | Prix                    | Catégorie                                          | Destinataires                                                  | Résultat | Réf.   |
| ----- | ----------------------- | -------------------------------------------------- | -------------------------------------------------------------- | -------- | ------ |
| 2012  | Primetime Emmy Awards   | Meilleur scénario pour une série télévisée comique | Chris McKenna                                                  | Nommé    | [ 37 ] |
| 2012  | Hugo Awards             | Meilleure présentation dramatique                  | Dan Harmon and Chris McKenna (writers); Jeff Melman (director) | Nommé    | [ 38 ] |
| 2012  | PAAFTJ Television Award | Meilleur scénario pour une série télévisée comique | Chris McKenna                                                  | Lauréat  | [ 39 ] |